# Psychotria consanguinea
Psychotria consanguinea är en måreväxtart som beskrevs av Johannes Müller Argoviensis. Psychotria consanguinea ingår i släktet Psychotria och familjen måreväxter. Inga underarter finns listade i Catalogue of Life.